# Einheitliche Richtlinien für auf Anfordern zahlbare Garantien
Einheitliche Richtlinien für auf Anfordern zahlbare Garantien (ERAG), Uniform Rules for Demand Guarantees (URDG) ist eine im Jahr 1991 in Paris von der Internationalen Handelskammer (ICC) verabschiedete Richtlinie, die das Recht von Bankgarantien regelt. 2009 beschloss die ICC eine überarbeitete Fassung, die am 1. Juli 2010 in Kraft trat (ICC Publikation Nr. 758).
Das Regelwerk ist Nachfolger der im Jahre 1978 verabschiedeten Einheitlichen Richtlinien für Vertragsgarantien, was ein allgemeineres Werk war und sich in der Praxis nicht durchgesetzt hatte. (ICC-Publikation Nr. 325) Die Kritik dieses Vorgängers war, dass das internationale Garantiegeschäft nicht ausreichend beachtet wurde.